# Claassenia fulva
Claassenia fulva es una especie de insecto plecóptero pertaneciente a la familia de los pérlidos.